# أونغ كي
أونغ كي هو سياسي ميانماري، ولد في 1 نوفمبر 1946 في يانغون في ميانمار. نشط حزبياً في Union Solidarity and Development Party ‏. وقد انتخب Member of the House of Representatives of Burma ‏.